# Чеплаков, Иван Васильевич
Иван Васильевич Чеплаков (28 ноября 1934 — 8 марта 1974) — передовик советского сельского хозяйства, свинарь совхоза «Терновский» Таловского района Воронежской области, Герой Социалистического Труда (1966).

## Биография
Родился в 1934 году в селе Малые Чапурники ныне Светлоярского района Волгоградской области в семье русского рабочего. В 1952 году окончил обучение в школе механизации сельского хозяйства. С 1956 по 1961 годы работал трактористом машинно-тракторной станции Первомайского района Грозненской области.
В 1961 году поступил на работу свинарем-механизатором в совхоз "Терновский" Таловского района Воронежской области. В годы семилетнего плана (1959-1965) отличился высокими достижениями производственных показателей, путём применения крупногруппового содержания и откорма свиней.
За достигнутые успехи в развитии животноводства, увеличении производства и заготовок мяса, молока, яиц, шерсти и другой продукции, Указом Президиума Верховного Совета СССР от 22 марта 1966 года Ивану Васильевичу Чеплакову было присвоено звание Героя Социалистического Труда с вручением ордена Ленина и золотой медали «Серп и Молот».
В дальнейшем продолжал трудовую деятельность. Избирался депутатом Воронежского областного Совета, членом Таловского райкома КПСС. Являлся делегатом XXII съезда Коммунистической партии СССР.
Проживал в поселке Терновский Новохопёрского района Воронежской области. Умер 8 марта 1974 года.

## Награды
За трудовые успехи удостоен:
- золотая звезда «Серп и Молот» (22.03.1966),
- орден Ленина (22.03.1966),
- другие медали.